# リロケーション・エキスパットサービス
株式会社リロケーション・エキスパットサービスは東京都新宿区に本社を置く海外赴任者向けの生活総合支援サービス提供会社。平成20年10月1日をもって、会社名を株式会社リロケーション･インターナショナルに変更した。現在の本社は東京都新宿区新宿四丁目3番25号である。

## 概要
株式会社リロ・ホールディングを持株会社とする事業会社のひとつ。もともと国内転勤にかかわる総合サービスを展開していたリロケーション･ジャパンの海外リロケーションユニットが平成17年6月27日に分社独立した。
平成20年10月1日からは留守宅管理ビジネスも管轄している。
リロケーションとは「移転・配置転換」を意味し、エキスパットは「Expatriate」から来ている。その語源は自分の意思ではなく、自らの居住地を海外に移す人」を示し、欧米ビジネス社会で頭文字のExpatを用いて、駐在員・海外在住者の意味として使われる用語。